# Starburst (Aerospace & Defense)
Pour les articles homonymes, voir Starburst.
Starburst est le principal accélérateur de startups et cabinet de conseil stratégique dans le domaine de l'aérospatiale et de la défense (A&D).

## Description
Fondé en 2012 par François Chopard, Starburst est le principal accélérateur de startups et cabinet de conseil stratégique dans le domaine de l'aérospatiale et de la défense (A&D). Combinant trois activités complémentaires - accélérateurs, conseils et entreprises - l'entreprise aide les acteurs de l'aérospatiale et de la défense à innover, à naviguer et à investir dans l'écosystème dynamique.
Starburst est le premier et le seul accélérateur mondial dans le domaine de l'aérospatiale et de la défense, qui met en relation des startups avec des entreprises, des investisseurs et des gouvernements, tout en fournissant des services de conseil stratégique en matière de croissance et d'investissement pour tous. Avec des bureaux à Los Angeles, Washington, D.C., Paris, Munich, Singapour, Séoul, Tel Aviv et Madrid, l'équipe a construit un écosystème d'acteurs clés avec plus de 15 000 startups dans son réseau tout en identifiant toutes les sources d'innovation qui auront un impact sur la chaîne de valeur de l'A&D. Le programme Flagship Accelerator de Starburst aide les startups à développer leurs activités dans les domaines de l'aviation, de l'espace et de la défense en leur donnant accès à l'un des plus grands groupes de représentants d'entreprises, d'acteurs gouvernementaux et d'investisseurs privés au monde.
Starburst est devenu une équipe mondiale de 70 membres dévoués, avec un portefeuille de plus de 150 startups, 27 programmes d'accélération et 1 fonds de capital-risque actifs. L'entreprise s'efforce de fournir des services de croissance aux leaders de la deep tech qui bouleversent l'industrie et œuvrent pour un monde plus sûr, plus vert et plus connecté. Elle a créé des programmes d'accélérateurs aérospatiaux et défense uniques qui combinent les meilleurs aspects des accélérateurs de startups traditionnels et des programmes MBA avec une connaissance unique de l'industrie et une expertise approfondie.
Starburst compte plus de 50 entreprises partenaires dans les domaines de l'espace, de l'aviation, de la communication, de la mobilité et de la défense, toutes à la recherche de nouvelles technologies qui leur permettront d'atteindre leurs objectifs et de bénéficier d'un avantage concurrentiel. Starburst travaille avec des gouvernements, des instituts universitaires et des laboratoires de recherche, des investisseurs, des incubateurs et d'autres organisations soutenant l'innovation, afin d'offrir aux startups de son portefeuille le contexte dont elles ont besoin pour entrer sur le marché.
Grâce à une vision unique des besoins de l'industrie, des nouvelles recherches, des technologies de pointe, du développement des startups et du marché mondial, les clients de Starburst ont une longueur d'avance dans un paysage de plus en plus concurrentiel.